# Murina tiensa
Murina tiensa é uma espécie de morcego da família Vespertilionidae. Endêmica do Vietnã.